# Marie d'Orléans (1813-1839)
Pour les articles homonymes, voir Marie d'Orléans.
Titre
Duchesse de Wurtemberg
17 octobre 1837 – 6 janvier 1839
(1 an, 2 mois et 20 jours)
Marie Christine Caroline Adélaïde Françoise Léopoldine d'Orléans née à Palerme le 12 avril 1813 et morte à Pise le 6 janvier 1839 est une personnalité de la monarchie de Juillet et une sculptrice française.
Princesse du sang (1814), puis princesse d'Orléans (1830), elle devient, par son mariage, duchesse de Wurtemberg (1837).
Du fait de son talent artistique, elle est considérée comme la première sculptrice romantique française.

## Famille
La princesse Marie d’Orléans naît en exil le 12 avril 1813 à Palerme. Elle est la deuxième fille du duc d'Orléans en exil Louis-Philippe (1773-1850) et de son épouse Marie-Amélie de Bourbon (1782-1866), princesse des Deux-Siciles.
Revenu en France sous la Restauration et ayant reçu le prédicat « Altesse Royale », le duc d'Orléans est proclamé roi des Français après la révolution de 1830 et le départ pour l'exil des membres de la branche aînée de la famille royale.
Le 17 octobre 1837, Marie d'Orléans épouse le duc Alexandre de Wurtemberg (1804-1881), fils d'Alexandre de Wurtemberg (1771-1833) et de sa femme Antoinette de Saxe-Cobourg-Saalfeld (1779-1824). Cadet d'une famille souveraine allemande peu prestigieuse, Alexandre est quand même neveu, par son père, du roi Frédéric Ier de Wurtemberg (mort en 1816), et, par sa mère, du roi des Belges Léopold Ier.
Marie d'Orléans et Alexandre de Wurtemberg ont un enfant, le duc Philippe de Wurtemberg (1838-1917), qui épouse en 1865 la princesse impériale et archiduchesse Marie-Thérèse d'Autriche (1845-1927), fille d'Albert d'Autriche (1817-1895). Ce sont les ancêtres de l'actuel prétendant au trône de Wurtemberg.

## Biographie
Au début de 1834, du fait de la consolidation de la monarchie de Juillet et d'une meilleure acceptation de Louis-Philippe par les monarques d'Europe, le roi des Deux-Siciles, Ferdinand II, donne son consentement au mariage de la princesse Marie d'Orléans avec l'un de ses frères cadets. Le prince royal Léopold des Deux-Siciles, comte de Syracuse, est né, comme Ferdinand, du second mariage du roi François Ier des Deux-Siciles avec l'infante Marie-Isabelle d'Espagne. Neveu de la reine des Français Marie-Amélie de Bourbon, il est donc aussi le demi-frère de la comtesse Lucchesi Palli (ancienne duchesse de Berry), née du premier mariage de François Ier et de l'archiduchesse Marie-Clémentine d'Autriche, et mère du prétendant légitimiste au trône de France, le duc de Bordeaux.
Toutefois, à la suite des troubles insurrectionnels qui touchent la France en avril 1834, la cour de Naples exige que la princesse reçoive immédiatement la part de la fortune de la maison d'Orléans qui lui est échue en vertu de la donation-partage faite par Louis-Philippe au profit de ses enfants à la veille de son accession au trône, le 7 août 1830. Cette prétention, jugée déraisonnable par Louis-Philippe, fait échouer le projet de mariage.
En 1837, la princesse Marie d'Orléans finit donc par épouser le duc Alexandre de Wurtemberg (1804-1881). Le mariage n'est guère prestigieux et il est en grande partie dû à l'intervention du roi des Belges, oncle du jeune marié et beau-frère de la jeune mariée. La cérémonie a lieu le 18 octobre 1837 au Grand Trianon de Versailles, que Louis-Philippe a fait restaurer pour son usage personnel. Le mariage civil est célébré par le chancelier Pasquier, le mariage catholique par l'évêque de Versailles et le mariage luthérien par le pasteur Cuvier. Des réceptions sont ensuite données pendant plusieurs jours par le roi et la reine.
En janvier 1838, un incendie dévaste leur maison de Gotha, brûlant ses dessins, et l’obligeant à s’enfuir par grand froid ce qui aggrave ses ennuis de santé.

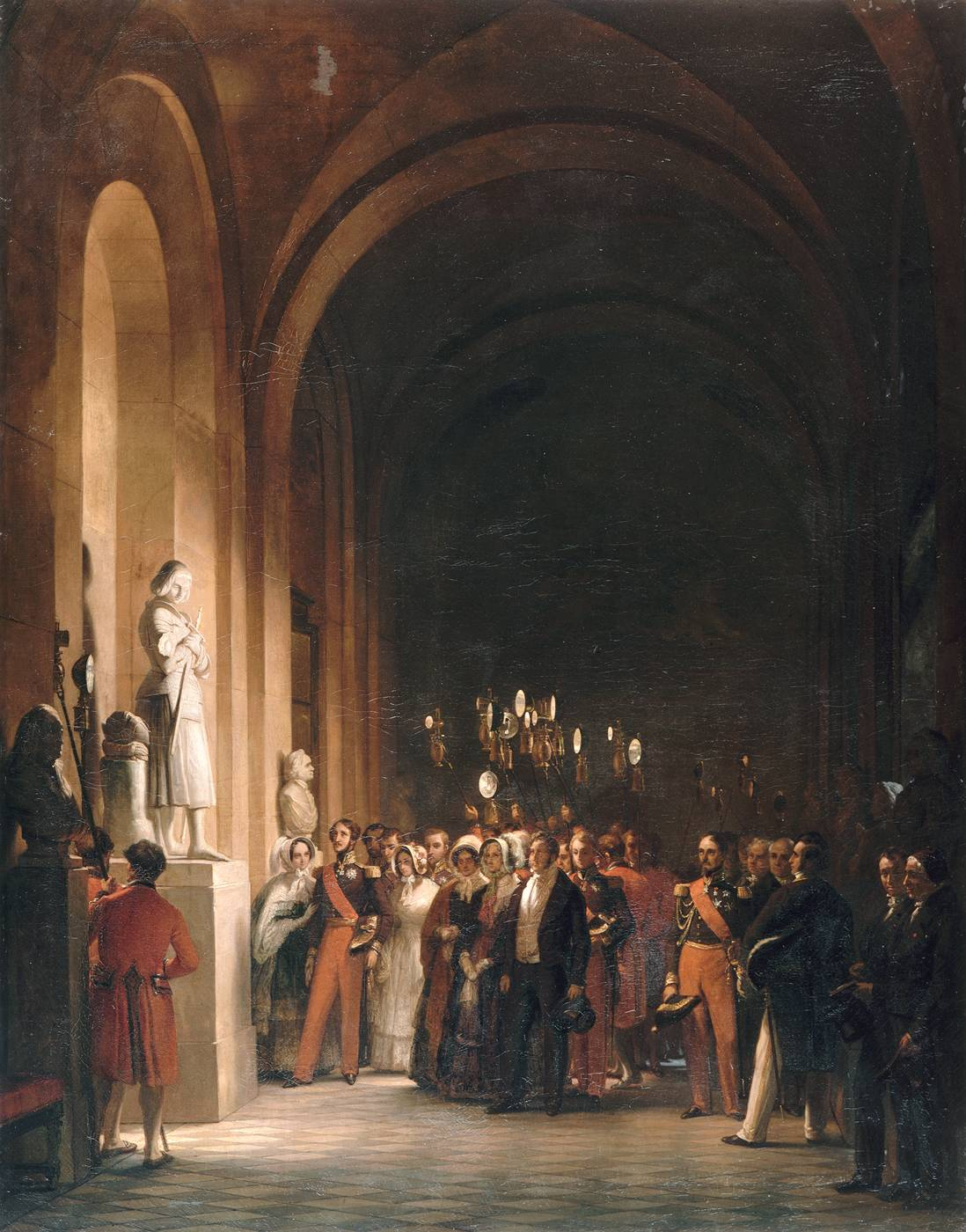
Auguste Vinchon, Le Roi Louis-Philippe et la famille d'Orléans visitent la statue de Jeanne d'Arc dans les galeries de Versailles (1848), Versailles, musée de l'Histoire de France.

Le 30 juillet 1838, à Neuilly-sur-Seine, la duchesse Marie de Wurtemberg donne la vie à un fils prénommé Philippe en l'honneur de son grand-père mais se remet mal de cette naissance. Déjà rongée par la tuberculose pulmonaire, elle doit partir pour Pise avec l'espoir que le climat favorisera sa guérison. Son frère, le duc de Nemours, est envoyé auprès d'elle par son père et sa mère et arrive juste avant la mort de la princesse, le 6 janvier 1839. Elle est inhumée dans la chapelle royale de Dreux, nécropole des Orléans, le 27 janvier avant ses vingt-six ans.
Le petit prince de Wurtemberg sera élevé en France au sein de sa famille maternelle. Il est l'ancêtre de l'actuel prétendant au trône de Wurtemberg, Wilhelm de Wurtemberg.

## Sculpture

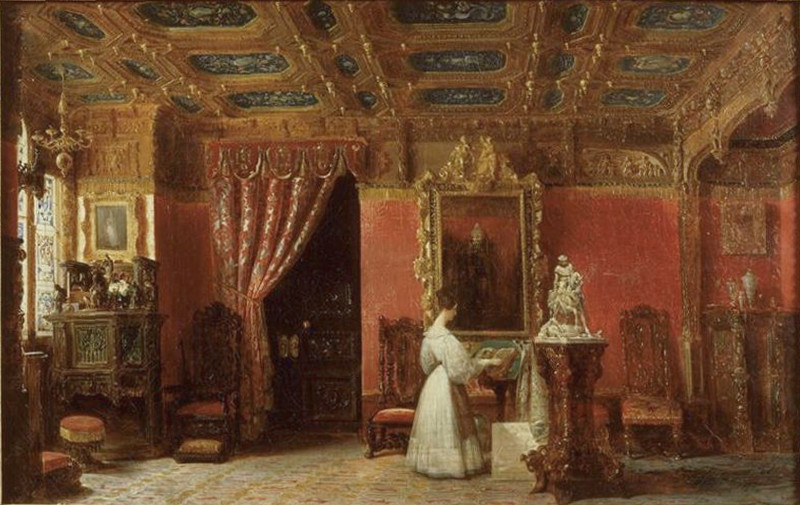
Prosper Lafaye, Atelier de la princesse Marie d'Orléans, future duchesse de Wurtemberg (1842), musée national des châteaux de Versailles et de Trianon.

La princesse Marie d'Orléans reçoit une bonne éducation dans le domaine artistique et bénéficie des cours de dessin du peintre Ary Scheffer à partir de 1822.
C’est à partir de 1832 qu’elle se consacre à l’art avec passion car elle est séparée de sa sœur dont elle est très proche. On appellerait cela de l'art thérapie au XXIè siècle car elle était mélancolique. D'une grande imagination, elle débute par le modelage puis travaille surtout sur les sujets historiques et littéraires (Goethe, l’Ahasvérus d’Edgar Quinet, Thomas More ou Schiller). En 1834, Scheffer l’engage à s’initier à la sculpture où son talent éclate.
Marie lit en 1834 la Chronique dite de la Pucelle, qui lui inspire Jeanne d’Arc à cheval pleurant à la vue d’un blessé. En 1835, répondant à une commande de son père, elle propose une statue en pied de Jeanne d’Arc pour les Galeries de Versailles. Après s’être soigneusement documentée, Marie conçoit une guerrière en armure dans le recueillement de la prière. Cette interprétation remporte un tel succès qu'elle est largement répliquée et adaptée en petits bronzes d’édition.
Elle est douée d'un talent artistique reconnu qui l'impose comme la première sculptrice romantique française. Elle utilise talent et notoriété pour faire du mécénat.
Elle a laissé une production d'une centaine d’œuvres dont certaines sont conservées au musée Condé à Chantilly, au château de Versailles, au musée de Dordrecht (Pays-Bas). À Paris, le musée de la Vie romantique conserve une paire de plâtres : Amazone et son lévrier et La Chasse au faucon, et un bronze : Jeanne d'Arc, près de son portrait peint dans l'atelier de la rue Chaptal par Ary Scheffer[réf. nécessaire].
Du 18 avril au 21 juillet 2008, le musée du Louvre à Paris lui a consacré la première exposition majeure de ses œuvres et de ses effets personnels. Elle a été complétée par une autre au musée Condé à Chantilly.
Un fonds de ses dessins est conservé à Paris au département des estampes et de la photographie de la Bibliothèque nationale de France.

## Titulature et décorations

### Titulature
- 12 avril 1813 — 22 septembre 1824 : Son Altesse Sérénissime mademoiselle de Valois, princesse du sang de France.
- 22 septembre 1824 — 9 août 1830 : Son Altesse Royale mademoiselle de Valois, princesse du sang de France.
- 9 août 1830 — 17 octobre 1837 : Son Altesse Royale la princesse Marie d'Orléans.
- 17 octobre 1837 — 6 janvier 1839 : Son Altesse Royale la duchesse Alexandre de Wurtemberg.

### Décorations dynastiques
Empire d'Autriche
| Ordre de la Croix étoilée | Dame de l'ordre de la Croix étoilée |

### Hommages
- Un rosier grimpant lui est dédié en 1829 par le rosiériste Antoine Jacques, sous le nom de Princesse Marie.

Œuvres de Marie d'Orléans
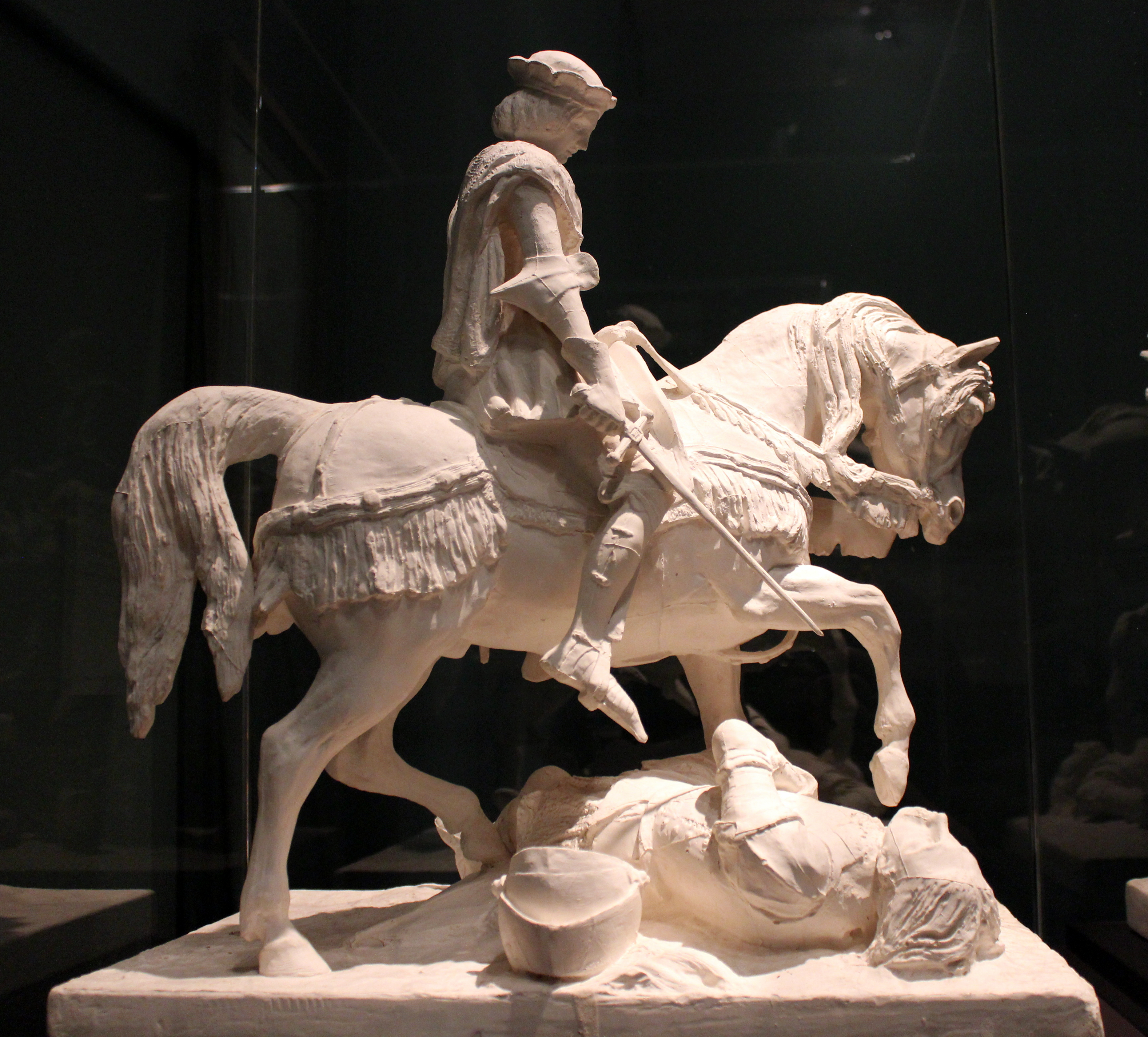
Jeanne d'Arc pleurant à la vue d'un Anglais blessé (1834), plâtre, musée de Grenoble.
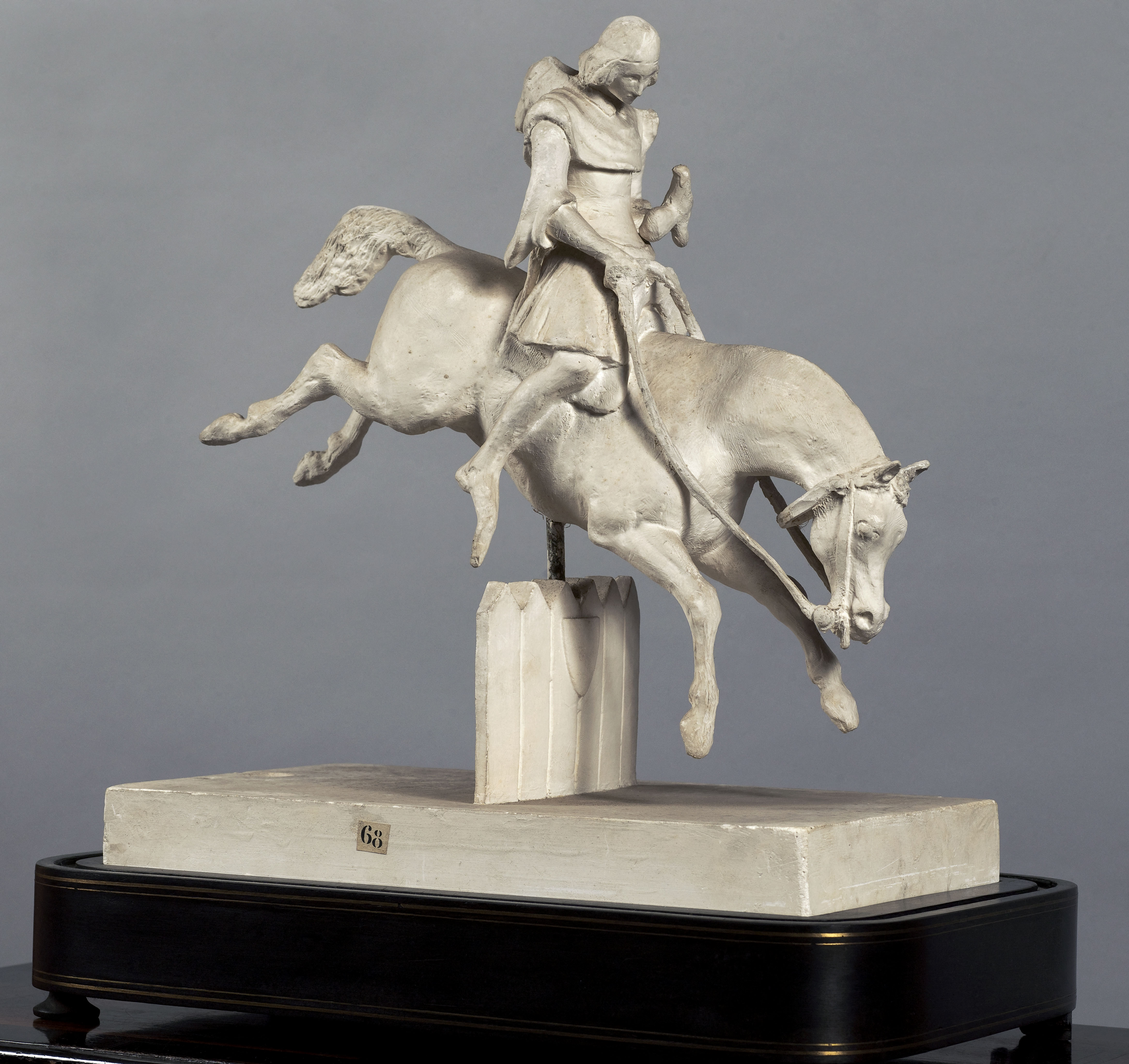
Cavalier sautant une palissade (La chasse au faucon) (1835), Paris, musée de la vie romantique.
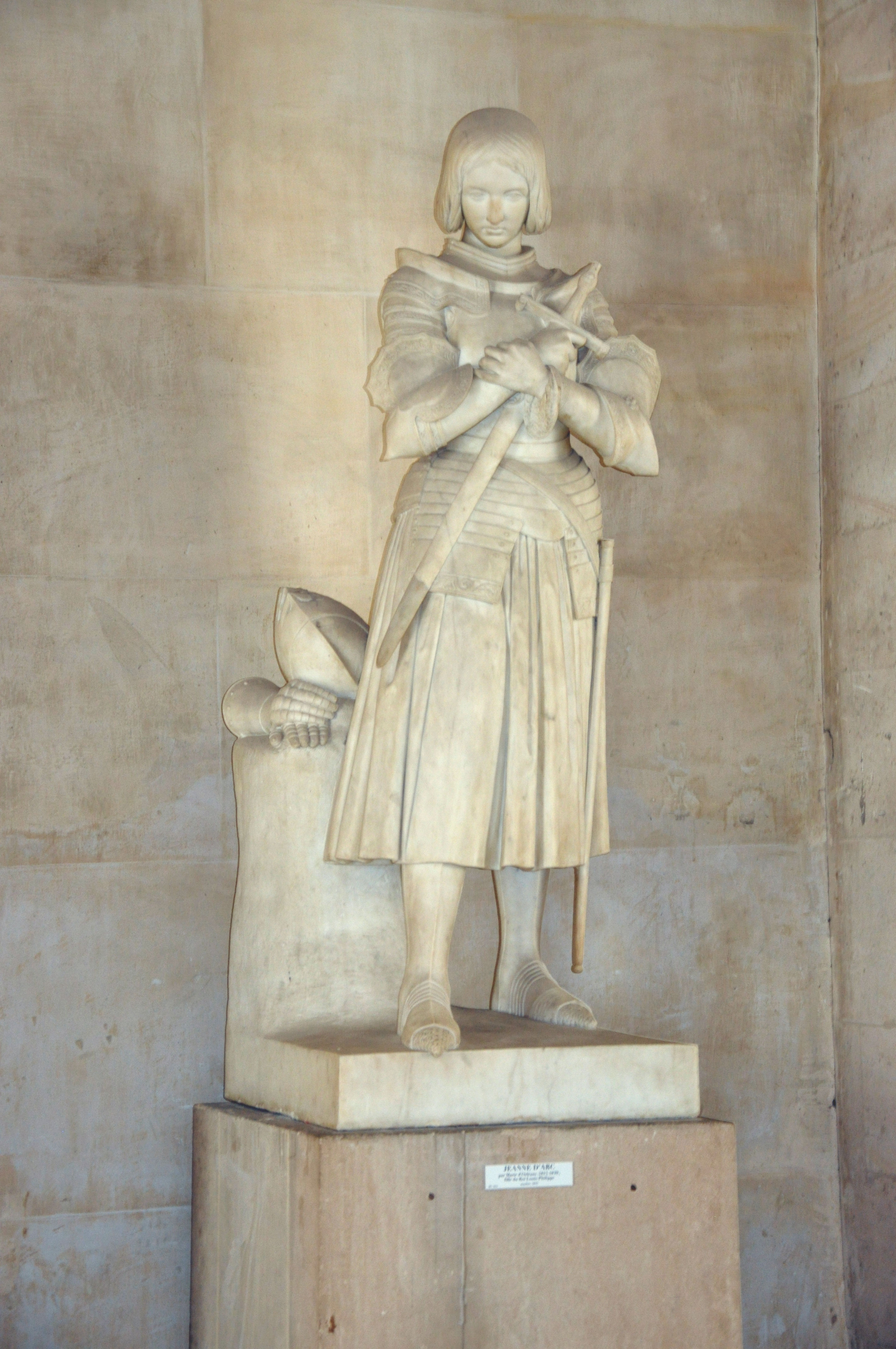
Jeanne d'Arc (1837), marbre, château de Versailles.
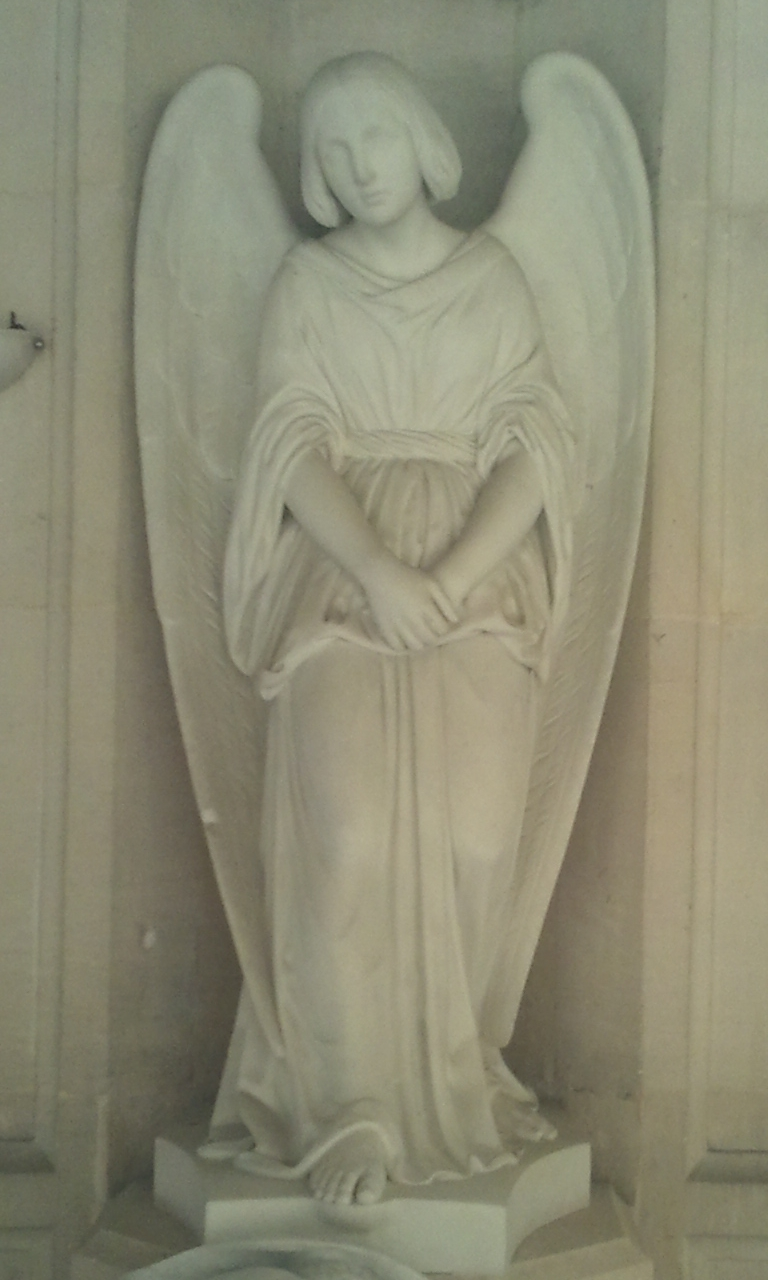
L'Ange de la Résignation, marbre ornant son tombeau, chapelle royale de Dreux.
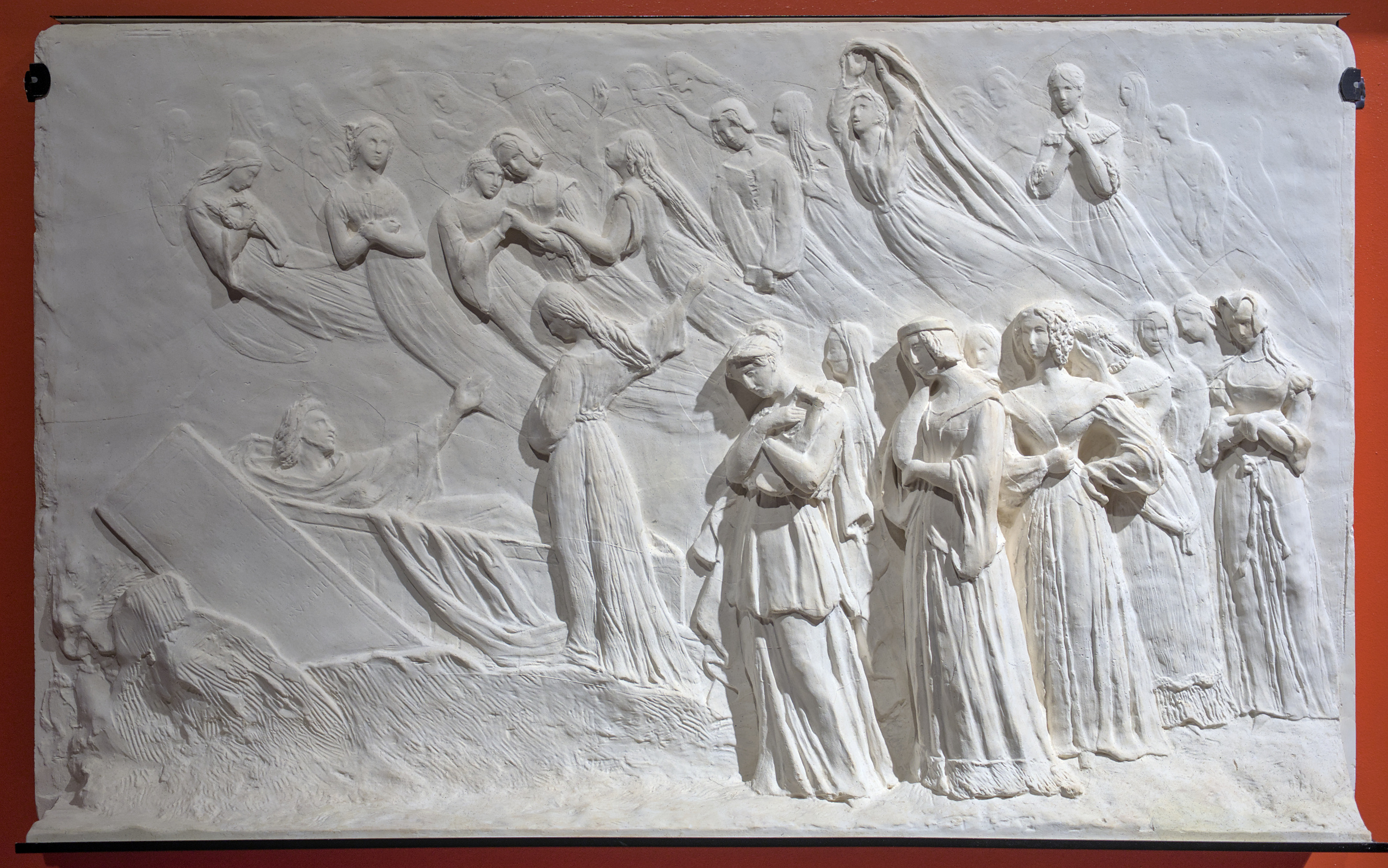
La Rencontre du Juif errant et de Rachel, plâtre, musée de Brou.